# Bucklandiella lepervanchei
Bucklandiella lepervanchei là một loài Rêu trong họ Grimmiaceae. Loài này được (Besch.) Bednarek-Ochyra & Ochyra mô tả khoa học đầu tiên năm 2003.